# Cheickna Traore
Cheickna Traore, född 21 oktober 2000, är en friidrottare från Elfenbenskusten. Han deltog vid olympiska sommarspelen 2024.